# Aliens in America
Aliens in America fue una comedia de la cadena The CW, emitida los lunes. 
Protagonizada por Dan Byrd en el papel de Justin Tolchuk, esta serie cuenta la historia de un joven estudiante de secundaria que intenta salir vivo de la pesadilla social que es el instituto en Medora, Wisconsin.
En este camino cuenta con la ayuda de su madre Franny (Amy Pietz), su padre Gary (Scott Patterson), y su popular hermana Claire (Lindsey Shaw). Para intentar ayudar a su hijo, Franny lo inscribe en el programa de intercambio esperando que venga un chico que mejore la situación de su Justin. Pero cuando el estudiante de intercambio llega, él es Raja Musharaff (Adhir Kalyan), un joven musulmán pakistaní. Sin importar las diferencias culturales, Justin y Raja se convierten rápidamente en amigos, e irá ganándose al resto de los componentes familiares. Este será un año muy interesante para Raja, Justin, su familia y para toda la población de Medora.

## Actores y Personajes
| Actor                 | Personaje                                                                                 |
| --------------------- | ----------------------------------------------------------------------------------------- |
| Dan Byrd              | Justin Tolchuk, protagonista, estudiante marginado.                                       |
| Amy Pietz             | Franny Tolchuk, madre de Justin.                                                          |
| Scott Patterson       | Gary Tolchuk, padre de Justin                                                             |
| Adhir Kalvan          | Radja Musharaff estudiante de intercambio acogido por los Tolchuk, único amigo de Justin. |
| Lindsey Shaw          | Claire Tolchuck, hermana popular de Justin.                                               |
| Christopher B. Duncan | Mr. Matthews                                                                              |

## Sinopsis
En la escuela secundaria Justin Tolchuk (Dan Byrd) es un sensible chico de 16 años tratando de encajar en su escuela secundaria en Medora, Wisconsin. Vive con su madre, Franny (Amy Pietz) que sólo quiere que él sea "cool" y encaje, con su emprendedor empresario padre Gary (Scott Patterson), que es muy tranquilo, con su hermana menor recién popular Claire (Lindsey Shaw), y con un estudiante musulmán de intercambio, Raja (Adhir Kalvan), que se convierte desde el principio en el mejor amigo del protagonista.

## Episodios

### Temporada Uno
| #  | Título                     | Día de emisión          | Código |
| -- | -------------------------- | ----------------------- | ------ |
| 1  | Pilot                      | 1 de octubre de 2007    | 1x01   |
| 2  | No Man Is An Island        | 8 de octubre de 2007    | 1x02   |
| 3  | Rocket Club                | 15 de octubre de 2007   | 1x03   |
| 4  | The Metamorphosis          | 22 de octubre de 2007   | 1x04   |
| 5  | Help Wanted                | 29 de octubre de 2007   | 1x05   |
| 6  | Homecoming                 | 5 de noviembre de 2007  | 1x06   |
| 7  | Purple Heart               | 12 de noviembre de 2007 | 1x07   |
| 8  | My Musky, Myself           | 19 de noviembre de 2007 | 1x08   |
| 9  | Junior Prank               | 26 de noviembre de 2007 | 1x09   |
| 10 | Church                     | 10 de diciembre de 2007 | 1x10   |
| 11 | Mom's Coma                 | 2 de marzo de 2008      | 1x11   |
| 12 | Hunting                    | 9 de marzo de 2008      | 1x12   |
| 13 | Community Theater          | 16 de marzo de 2008     | 1x13   |
| 14 | One Hundred Thousand Miles | 23 de marzo de 2008     | 1x14   |
| 15 | The Muslim Card            | 27 de abril de 2008     | 1x15   |
| 16 | Smutty Books               | 4 de mayo de 2008       | 1x16   |
| 17 | Wake at the Lake           | 11 de mayo de 2008      | 1x17   |
| 18 | Raja at Sixteen            | 18 de mayo de 2008      | 1x18   |

#### Argumento de los episodios

##### 101 Pilot
Justin Tolchuck tiene casi todo lo que cualquier adolescente podría desear: cuidar a los padres, una popular hermana, y su propio estilo. Sin embargo, la única cosa que a Justin le hace falta es una vida social. Su madre, Franny, trata de resolver este problema mediante una tarea de cuidar y enseñarle la escuela a un estudiante extranjero, que tal vez puede hacer Justin sea popular. Sin embargo, los Tolchucks se van a tener una gran sorpresa cuando el extranjero resulta no ser lo que habían esperado

##### 110 Church
Un día cercano al de Navidad, la familia Tolchuck se dirige un domingo al centro comercial cuando en el coche Raja le comenta a Franny las similuitudes que tiene un centro comercial con una Iglesia: ambos son centros a los que los estadounidenses les rinden culto. Franny se asusta por la, en realidad, verdad que Raja le suelta y decide pasar el día con su familia en una Iglesia y no en el centro comercial. La antigua Iglesia a la que asistían es ahora un restaurante de pollo por lo que deciden ir a otra. Al llegar a la nueva Iglesia cada uno hace lo que mejor sabe: Franny busca salvación espiritual para ella y su familia, Gary compra unos platos coleccionables de los apóstoles, Raja y Justin pasean y Claire se apunta a una representación navideña por complacer a su madre, puesto que Navidad se acerca, y en ella encuentra a un chico que le atrae.